# Silij Italik
Silij Italik (polno ime Tiberius Catius Silius Italicus), rimski pesnik, * 25, † 101.